# Zając białoboki
Zając białoboki (Lepus callotis) – gatunek ssaka z rodziny zającowatych (Lepidae). Występuje nielicznie na terenie Meksyku i na południowym zachodzie amerykańskiego stanu Nowy Meksyk. Jest narażony na wyginięcie.

## Taksonomia
W 1830 roku niemiecki herpetolog i ornitolog Johann Georg Wagler po raz pierwszy opisał zająca białobokiego, nadając mu nazwę Lepus callotis. Radziecki teriolog Aleksiej Guriejew w 1964 roku umieścił gatunek w podrodzaju Proeulagus, zaś rosyjski paleontolog Aleksandr Awierjanow w 1998 roku w podrodzaju Eulagos. Rozpoznano dwa podgatunki.

## Morfologia
Długość ciała (bez ogona) 432–598 mm, długość ogona 47–90 mm, długość ucha 137–180 mm, długość tylnej stopy 113–145 mm; masa ciała 1,5–3,2 kg.
Zając białoboki jest średniej wielkości zającem, mniejszym od zająca szaraka, z charakterystycznymi białymi bokami i spodnią częścią poniżej linii środkowej. Futro zmienne; pełniejsze zimą i na wysokich stołach, cieńsze latem. Część grzbietowa rudawo-żółta mieszana z czarnym kolorem. Boki i przednia część klatki piersiowej i gardła jaśniejsze, z dużo mniejszą ilością czerni. Część gardzielowa ma barwę cynamonową lub ochrową, z dużą ilością bieli na głowie. Kark i szyja powyżej są czarne lub szarawe. Uszy bardzo długie i szerokie, prawie o jedną trzecią dłuższe niż głowa i o jedną piątą dłuższe niż tylne nogi. Z tyłu są białe z wyjątkiem zewnętrznego paska, który wraz z wewnętrznym jest siwy, jasnożółty, cynamonowy lub brązowy. Koniec ucha z brązowym brzegiem i czarnymi czubkami. Wokół oka jest jasny pierścień. Nogi popielatobiałe. Zad, biodra i zewnętrzna powierzchnia tylnych nóg jasnopopielate, drobno i słabo prążkowane ciemnym brązem, który na pośladkach jest ułożony w linie nieco równoległe do obrysu dłuższego futra grzbietu. Włosy na pośladkach są krótkie i gęste. Górna powierzchnia ogona i środkowa linia zadu czarna, reszta ogona szaro-biała.
Podgatunek gaillardi odróżnia się od podgatunku nominatywnego prostszą sierścią, jaśniejszym zadem i mniej ochrowym podgardlem. Białe boki są mniej skontrastowane z resztą ciała i kark jest bardziej brązowy aniżeli czarny.

## Zasięg występowania
Zając białoboki występuje w Ameryce Północnej – w Meksyku i na przyległym skrajnym południu USA. Oba podgatunki są rozdzielone wzdłuż równoleżnika 25, a rzeka Nazas jest znaczącą barierą geograficzną:
- L. callotis callotis – tereny trawiaste i sawannowe na południe od rzeki Nazas od Durango na południe, przez północno-zachodnią połowę Oaxaca i północną połowę Guerrero w Meksyku, na wysokościach od 750 do 2550 m n.p.m.
- L. callotis gaillardi – północne Durango i zachodnie Chihuahua na północ do siedliska o powierzchni mniejszej niż 120 km² w regionie „bootheel” na skrajnym południowo-zachodnim krańcu Nowego Meksyku w Stanach Zjednoczonych na wysokościach od 1350 do 2100 m n.p.m.

## Ekologia

### Siedlisko
Zając białoboki preferuje tereny płaskie lub łagodnie nachylone, porośnięte roślinnością zielną (Bouteloua gracili, Hilaria mutica). Unika wzgórz i terenów zarośniętych, a także gęstych lasów i lasów.

### Tryb życia

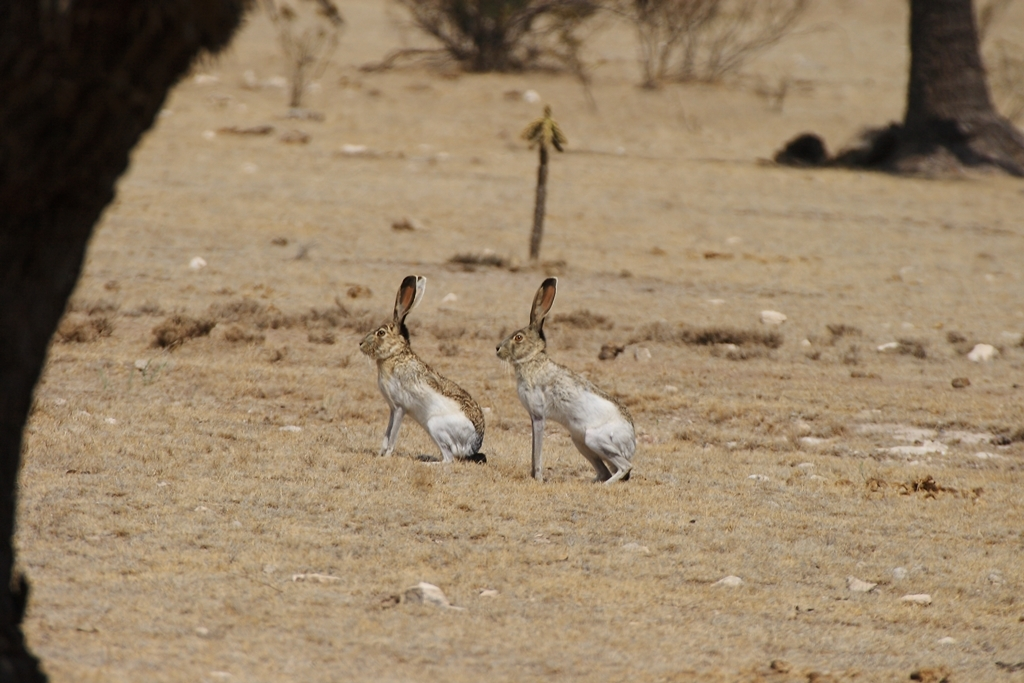
Zające białobokie w parze (Meksyk)

Zając białoboki prowadzi zwykle nocny tryb życia i występuje w parach. Żywi się trawą i ziołami traktując jako substytut wody. Zazwyczaj żeruje, ścinając i wyrywając źdźbła trawy, żywiąc się liśćmi, korzeniami i węzłami. Jedzenie jest żute, gdy zając białoboki siedzi prosto i wypatruje drapieżników. Przednie łapy służą do kopania i wykopywania bulw Cyperus rotundus i kłączy trawy, co skutkuje owalnymi dołkami żerowymi. Odchody są powszechnie spotykane w tych dołkach i wokół nich.

### Zależności międzygatunkowe
Wrogami naturalnymi zająca białobokiego są ryś rudy, kojot preriowy, lis długouchy, myszołów rdzawosterny, myszołów preriowy oraz prawdopodobnie orzeł przedni.

## Ochrona
Zając białoboki jest w dużej mierze ograniczony do Meksyku, gdzie ma szeroki zasięg, ale może być zagrożony ze względu na zmiany w jego otwartym siedlisku trawiastym. Małe, malejące populacje przetrwały w Nowym Meksyku w Stanach Zjednoczonych. Nadmierny wypas bydła zwykle powoduje wzrost krzewów, co sprzyja zającowi wielkouchemu.